# Karl Holmström
Karl Holmström, švedski smučarski skakalec, * 12. marec 1925, Bjurholm, Švedska, † 22. junij 1974, Kiruna, Švedska.
Holmström je nastopil na Zimskih olimpijskih igrah 1952 v Oslu, kjer je osvojil bronasto medaljo na veliki skakalnici. 